# اشتباكات زقر (2016)

## معركة جزيرة زُقَر (2016)
معركة جزيرة زُقَر هي معركة بحرية وبريّة وقعت في سبتمبر 2016 ضمن إطار عملية عاصفة الحزم التي شنتها القوات المسلحة السعودية وحلفاؤها ضد جماعة الحوثي والقوات الموالية للرئيس اليمني السابق علي عبد الله صالح. كانت الجزيرة تعد نقطة استراتيجية هامة في البحر الأحمر، حيث تشرف على مضيق باب المندب، مما جعلها هدفًا عسكريًا رئيسيًا.
في هذه المعركة، تمكنت القوات البحرية الملكية السعودية، بدعم من القوات الخاصة السعودية، من السيطرة على الجزيرة من قبضة الحوثيين، بعد مواجهات عنيفة على الأرض وفي البحر. كما قامت الطائرات الحربية التابعة للتحالف العربي بتوفير الدعم الجوي القوي لتدمير مواقع الحوثيين العسكرية.

## سير المعركة
في سبتمبر 2016، شنت القوات البحرية الملكية السعودية عملية عسكرية لتحرير جزيرة زُقَر من ميليشيات الحوثي. تم استخدام البوارج البحرية السعودية في قصف المواقع الحوثية، بينما نفذت القوات الخاصة السعودية عملية إنزال بحري على الجزيرة.

## الخاتمة
أدت معركة جزيرة زُقَر إلى **تحقيق انتصار كبير للقوات البحرية الخاصة السعودية**، حيث تم السيطرة على الجزيرة منت الحوثيين. كانت هذه المعركة جزءًا من استراتيجية التحالف العربي لتأمين الملاحة في البحر الأحمر ومنع الحوثيين من تهديد حركة السفن في **باب المندب**. سيطرت السعودية وحلفاؤها على الجزيرة بشكل كامل، وهو ما يساهم في تعزيز أمن المنطقة الاستراتيجية.